# Transmisogínia

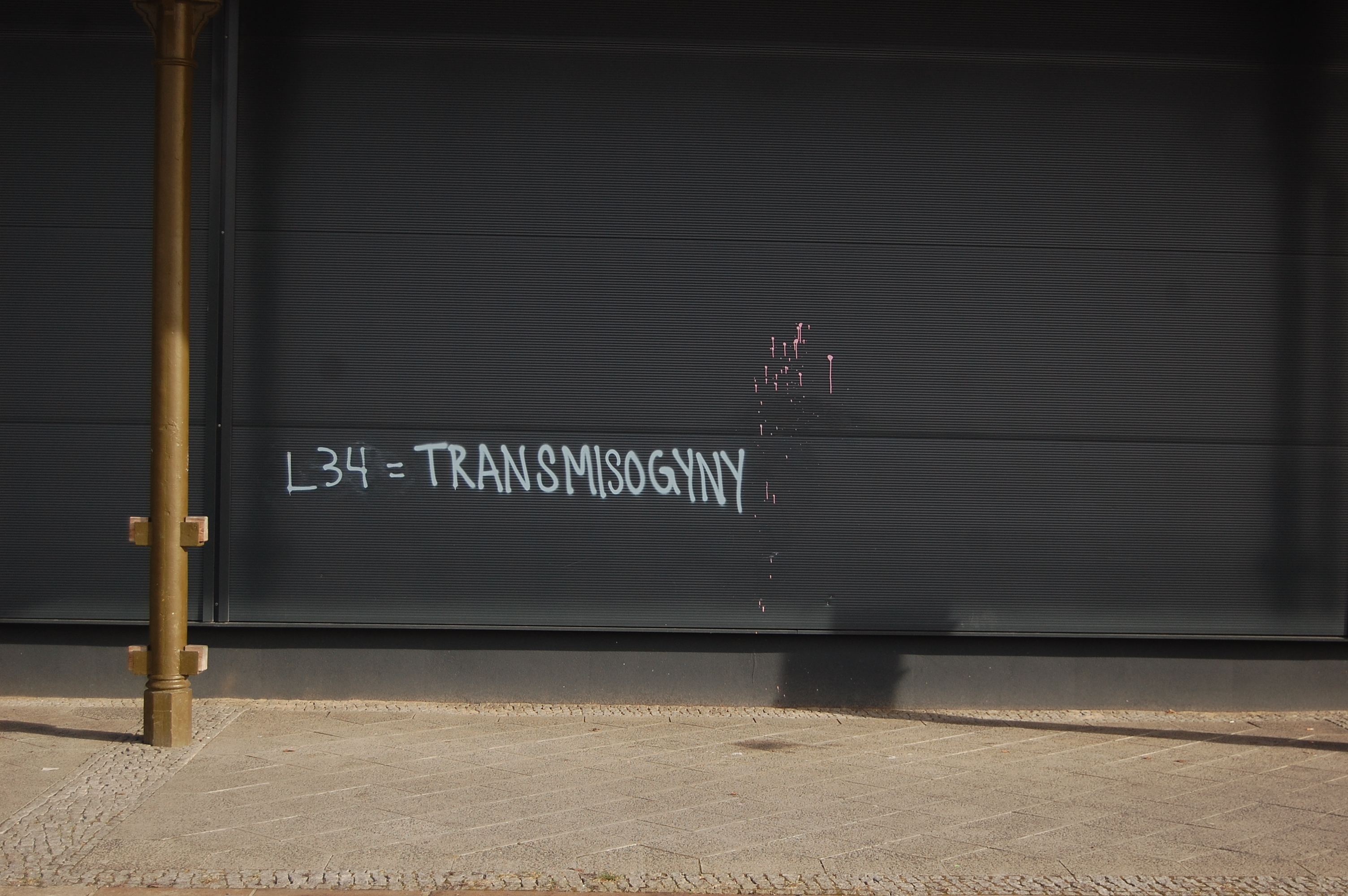
Grafit que acusa els ocupants de la casa Liebigstraße 34 a Berlín de transmisogínia.

La transmisogínia és una intersecció entre la transfòbia i la misogínia. El terme va ser creat per Julia Serano en el seu llibre de 2007 Whipping Girl i s'utilitza per descriure la discriminació única que enfronten les dones trans i les persones no binàries en l'espectre transfemení de gènere a causa de la «suposició que la feminitat és inferior i existeix principalment per al benefici de la masculinitat»,de manera que la transfòbia intensifica la misogínia enfrontada per les dones trans (i viceversa). La transmisogínia és un concepte central del transfeminisme i apareix en la teoria feminista interseccional. Algunes feministes neguen l'existència de la transmisogínia, ja que afirmen que les dones trans no són del gènere femení.

## Causes

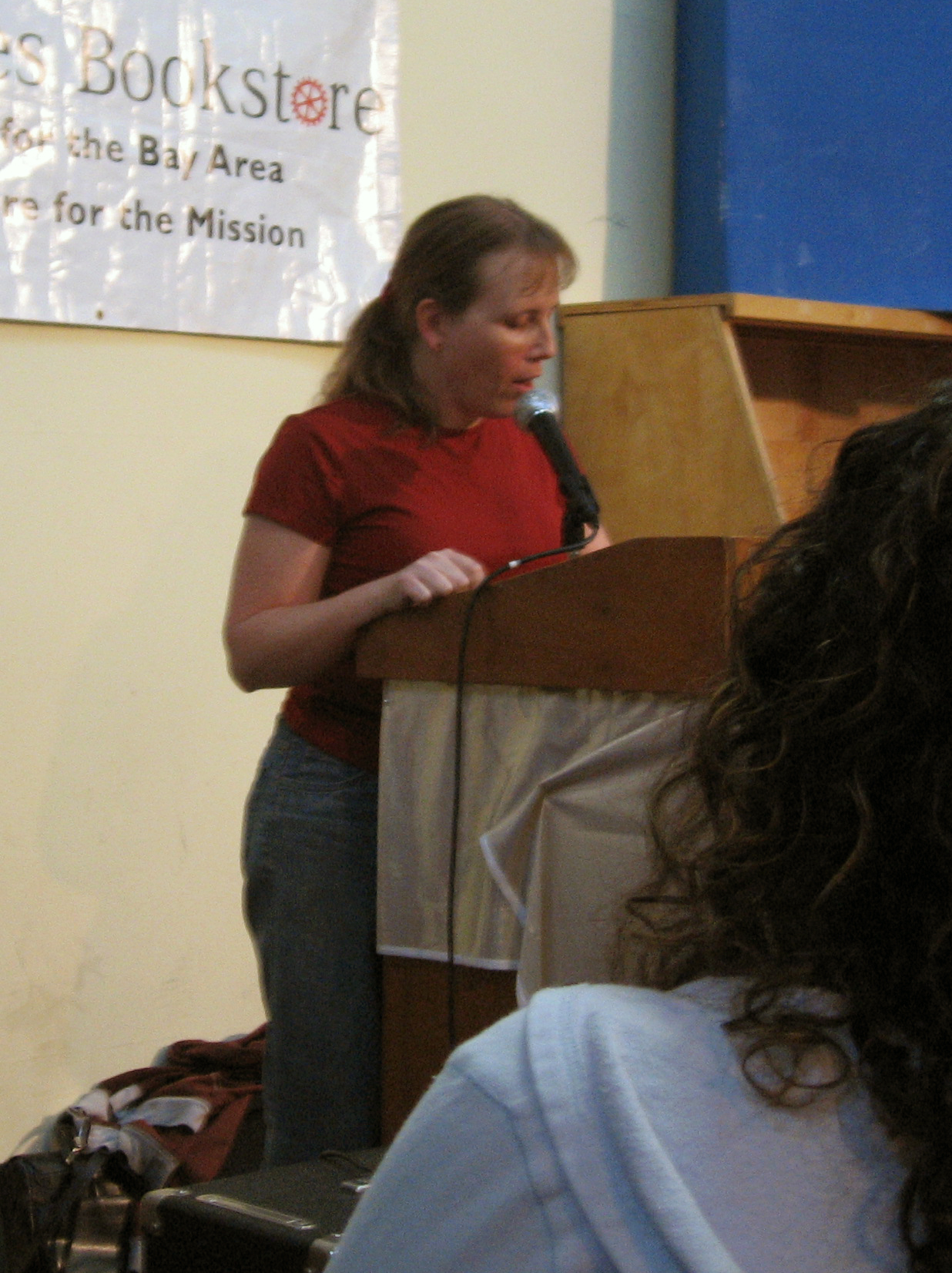
Julia Serano va crear el terme «transmisogínia».

La transmisogínia és generalment entesa com a fruit de la creença social que els homes són superiors a les dones. En el llibre Whipping Girl, Julia Serano diu que l'existència de les dones trans és vista com una amenaça per a una «jerarquia de gènere centrada en l'home, en la que se suposa que els homes són millors que les dones i que la masculinitat és superior a la feminitat.» La teòrica sexual Judith Butler fa ressò d'aquesta hipòtesi, afirmant que l'assassinat de dones trangénere és «un acte de poder, una manera de reafirmar la dominació […] L'assassinat estableix a l'assassí com a sobirà en el moment en què mata.»
Les dones trans també són vistes com una amenaça per a l'heterosexualitat dels homes cisgènere. S'ha observat en obres artístiques en què dones transgènere com Dil, de la pel·lícula de 1992 Joc de llàgrimes, invoquen la indignació i la transfòbia masculina en el públic quan la seva suposada «veritable» masculinitat és revelada, sent qualificades amb l'adjectiu d'«enganyadores».

## Relació amb la transfobia
La transmisogínia és diferent a la transfòbia, ja que mentre que la transmisogínia se centra en la discriminació de les dones trans en particular, transfòbia és un terme més general que comprèn un espectre major de discriminació i opressió cap a totes les persones transgènere independentment del seu sexe. Julia Serano ho descriu a Whipping Girl:
«Quan la majoria de bromes fetes a costa de les persones trans és focalitzen en "homes amb vestits" o "homes que volen tallar-se el penis", això no és transfòbia - és transmisogínia. Quan la majoria de violència i agressions sexuals cap a persones trans són dirigides cap a les dones trans, això no és transfòbia - és transmisogínia»